# Prowincja Phatthalung
Phatthalung (taj. พัทลุง) – jedna z prowincji (changwat) Tajlandii na półwyspie malajskim. Sąsiaduje z prowincjami Nakhon Si Thammarat, Songkhla, Satun i Trang.